# Cosmorhoe dispar
Cosmorhoe dispar är en fjärilsart som beskrevs av W. Warren 1897. Cosmorhoe dispar ingår i släktet Cosmorhoe och familjen mätare. Inga underarter finns listade i Catalogue of Life.